# Kawanishi E5K
Kawanishi E5K (Розвідувальний гідролітак Тип 90-3) — серійний розвідувальний гідролітак Імперського флоту Японії періоду Другої світової війни.

## Історія створення
У 1928 році Імперський флот Японії видав замовлення на розробку нових розвідувальних гідролітаків далекої та ближньої дії, на заміну застарілим Yokosuka E1Y та Nakajima E2N відповідно.
Як заміна E1Y був прийнятий на озброєння літак Yokosuka E5Y, розроблений Арсеналом флоту в Йокосуці. Він виготовлявся на заводах фірми Kawanishi. Оскільки його характеристики не задовольняли флот, фірма Kawanishi вирішила його модернізувати, встановивши потужніший двигун Hiro Type 91-1 (620 к.с.). Всього було збудовано 17 літаків. Але заміна двигуна не покращила льотні характеристики, і флот замовив фірмі Aichi випуск модифікованого літака E1Y3.

## Тактико-технічні характеристики

### Технічні характеристики
- Екіпаж: 3 чоловік
- Довжина: 10,81 м
- Висота: 4,74 м
- Розмах крила: 14,46 м
- Площа крила: 55,00 м²
- Маса пустого: 1 850 кг
- Маса спорядженого: 3 000 кг
- Двигун: 1 х Hiro Type 91-1
- Потужність: 620 к. с.

### Льотні характеристики
- Максимальна швидкість: 178 км/г
- Крейсерська швидкість: 130 км/г
- Тривалість польоту: 6 г 30 хв
- Практична стеля: 4 050 м

### Озброєння
- Кулеметне
  - 4 x 7,7-мм кулемети «Тип 89»
- Бомбове
  - 2 х 125-кг бомб або
  - 3 х 60-кг бомб